# Hypocoela claviramis
Hypocoela claviramis är en fjärilsart som beskrevs av Louis Beethoven Prout 1938. Hypocoela claviramis ingår i släktet Hypocoela och familjen mätare. Inga underarter finns listade i Catalogue of Life.